# 字音仮名遣

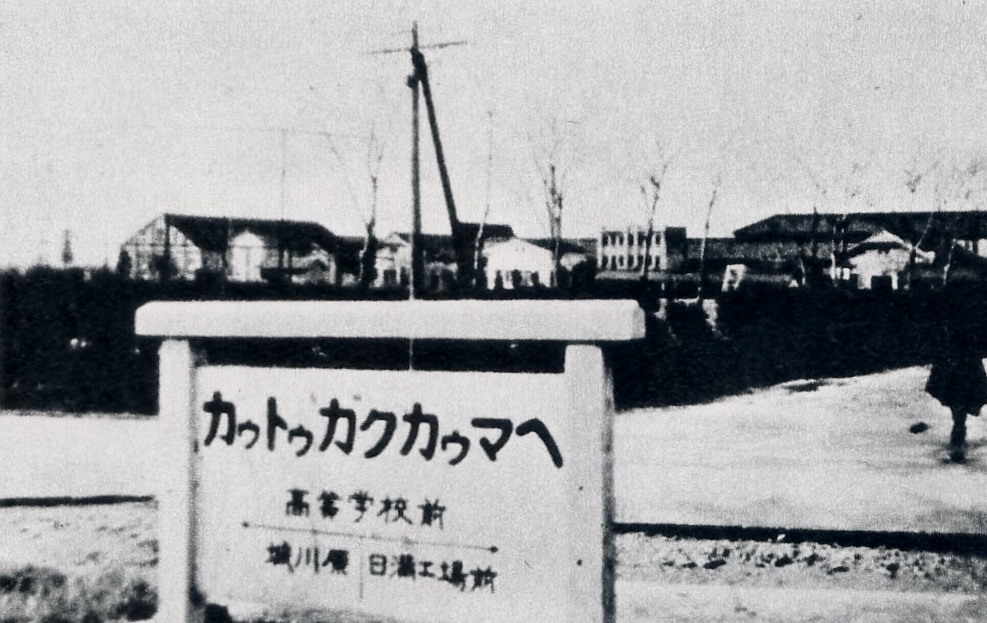
字音仮名遣で書かれた戦前の高等学校前駅（現・蓮町（馬場記念公園前）駅）の駅名標。

字音仮名遣（じおんかなづかい）とは、日本で漢字の音読みを表す「かなづかい」を指す。特に江戸時代の本居宣長が定めた歴史的字音仮名遣のことをいうこともある。

## 概要
「かなづかい」は言葉どおりに考えると「かなの使い方、書き方」になるが、字音仮名遣いは漢字を仮名で書き換えるものとすると漢字を説明するものであって仮名を説明する「かなづかい」とはいえない。そのため字音仮名遣を歴史的仮名遣に認めない立場もある。ただし、日本語の漢語語彙に関して同音語が別の単語でどう書き分けられるかが問題になることが多く、歴史的字音仮名遣を語源主義による同音語の書き分けとし「かなづかい」と定義する見方もある。
「かなづかい」の定義とその具体的な書き方については意見が分かれており、詳しくは「歴史的仮名遣」を参照。

## 字音仮名遣いの由来
従来、漢語は漢字で書くものであり、その字音を仮名で書きとる方法を確立させる必要性はあまりなかった。そのため江戸時代の国学において契沖が歴史的仮名遣を研究し確立した際にもその適用範囲は和語のみであり、漢語にはほとんど及ばなかった。漢字音の仮名遣いに関する研究は本居宣長の『字音仮字用格』に至ってようやく基礎が固められ、本居宣長はこれを「字音仮名遣」と名付けた。現在は「じおんかなづかい」と読むが当時の国学者たちは「もじごえかなづかい」と読んだと推測されている。本居宣長は万葉仮名と中国の韻書の反切を対照させる方法を採っており、字音仮名遣の研究は反切資料を忠実に反映させようとしたいわば理論的な作業であった。これを受けて太田全斎は『漢呉音図』を著し、東条義門が『男信（なましな）』、さらに白井寛蔭が『音韻仮字用例』を著すことによって字音仮名遣いの研究が進んだ。明治に入って大槻文彦が国語辞書『言海』を著すと、歴史的字音仮名遣が徐々に普及していった。
江戸期の漢学においては、漢詩を作詩することは重要な素養のひとつとされていたが、音読みの音は、元来異なる音が合流して受け入れられているため、押韻を正しく踏まないことも多く、それを区別する必要があった。そのため、平仄とあわせて、反切を一字一字記憶することが漢学を学ぶ者において求められたが、字音仮名使いはその便法として漢学初学者に普及した。
奈良・平安・鎌倉・室町の人々が読んだ漢字音を反映しているものではない。例えば平安時代の字音資料において合拗音には「くゎ」「くゐ」「くゑ」の三系統があったが、宣長は江戸時代の発音に基づき「くゎ」だけを合拗音として認めている。また中国語の中古音の韻尾には[m]・[n]・[ŋ]の区別があり、これを「ム」、「ン」、「ウ・イ」で書き分けて例えば「散」は「サン」「三」は「サム」と書かれていたが、宣長は「む」に統一してどちらも「さむ」とし、「ん」を誤りとした。『漢呉音図』・『男信』・『音韻仮字用例』では中国音の研究を反映していずれもm韻尾・n韻尾の区別をしているが、『言海』をはじめ明治以降の国語辞書ではほとんど区別がされなかった。
またこのような字音仮名遣は、反切に忠実な漢字・漢文の読音であった漢音にはうまく適応したが、日本語の日常語としてもなじんでいた呉音に関しては反切による復元と古来よりの読音とが合わない場合が多く見られ、現在でも辞書ごとに異なるものが少なくない。

## 内容
| 現代かなづかい | 字音仮名遣 | 字音仮名遣 | 字音仮名遣 |
| -------------- | ---------- | ---------- | ---------- |
| きゅう         | きう       | きふ       | きゅう     |
| ぎゅう         | ぎう       |            |            |
| しゅう         | しう       | しふ       | しゅう     |
| じゅう         | じう       | じふ       | じゅう     |
| じゅう         | ぢう       |            | ぢゅう     |
| ちゅう         | ちう       |            | ちゅう     |
| にゅう         | にう       | にふ       | にゅう     |
| ひゅう         | ひう       |            |            |
| びゅう         | びう       |            |            |
| りゅう         | りう       | りふ       | りゅう     |
| ゆう           | いう       | いふ       | ゆう       |

| 現代かなづかい | 字音仮名遣 | 字音仮名遣 | 字音仮名遣 | 字音仮名遣 |
| -------------- | ---------- | ---------- | ---------- | ---------- |
| おう           | あう       | あふ       | おう       | おふ       |
| おう           | わう       |            | をう       |            |
| こう           | かう       | かふ       | こう       |            |
| こう           | くゎう     |            |            |            |
| ごう           | がう       | がふ       |            | ごふ       |
| ごう           | ぐゎう     |            |            |            |
| そう           | さう       | さふ       | そう       |            |
| ぞう           | ざう       | ざふ       | ぞう       |            |
| とう           | たう       | たふ       | とう       |            |
| どう           | だう       | だふ       | どう       |            |
| のう           | なう       | なふ       | のう       |            |
| ほう           | はう       | はふ       | ほう       | ほふ       |
| ぼう           | ばう       |            | ぼう       | ぼふ       |
| もう           | まう       |            | もう       |            |
| ろう           | らう       | らふ       | ろう       |            |

| 現代かなづかい | 字音仮名遣 | 字音仮名遣 | 字音仮名遣 | 字音仮名遣 |
| -------------- | ---------- | ---------- | ---------- | ---------- |
| きょう         | きゃう     | きょう     | けう       | けふ       |
| きょう         | くゐゃう   |            |            |            |
| ぎょう         | ぎゃう     | ぎょう     | げう       | げふ       |
| しょう         | しゃう     | しょう     | せう       | せふ       |
| じょう         | じゃう     | じょう     | ぜう       |            |
| じょう         | ぢゃう     |            | でう       | でふ       |
| ちょう         | ちゃう     | ちょう     | てう       | てふ       |
| にょう         |            | にょう     | ねう       |            |
| ひょう         | ひゃう     | ひょう     | へう       |            |
| びょう         | びゃう     | びょう     | べう       |            |
| よう           | やう       | よう       | えう       | えふ       |
| よう           | ゐゃう     |            |            |            |
| りょう         | りゃう     | りょう     | れう       | れふ       |

| 現代かなづかい | 字音仮名遣 | 字音仮名遣 |
| -------------- | ---------- | ---------- |
| じ             | じ         | ぢ         |
| じき           | じき       | ぢき       |
| じく           | じく       | ぢく       |
| じつ           | じつ       | ぢつ       |
| じゅ           | じゅ       |            |
| じゅく         | じゅく     |            |
| じゅつ         | じゅつ     |            |
| じゅん         | じゅん     |            |
| じょ           | じょ       | ぢょ       |
| じょく         | じょく     | ぢょく     |
| じん           | じん       | ぢん       |
| じん           | じむ       | ぢむ       |
| ず             | ず         | づ         |

| 現代かなづかい | 字音仮名遣 | 字音仮名遣 |
| -------------- | ---------- | ---------- |
| い             | い         | ゐ         |
| いき           |            | ゐき       |
| いく           | いく       | ゐく       |
| いち           | いち       |            |
| いつ           | いつ       |            |
| いん           | いん       | ゐん       |
| いん           | いむ       |            |

| 現代かなづかい | 字音仮名遣 | 字音仮名遣 |
| -------------- | ---------- | ---------- |
| え             | え         | ゑ         |
| えい           | えい       | ゑい       |
| えき           | えき       |            |
| えつ           | えつ       | ゑつ       |
| えん           | えん       | ゑん       |
| えん           | えむ       |            |

| 現代かなづかい | 字音仮名遣 | 字音仮名遣 |
| -------------- | ---------- | ---------- |
| お             | お         | を         |
| おく           | おく       | をく       |
| おつ           | おつ       | をつ       |
| おん           | おん       | をん       |
| おん           | おむ       |            |

| 現代かなづかい | 字音仮名遣 | 字音仮名遣 |
| -------------- | ---------- | ---------- |
| か             | か         | くゎ       |
| が             | が         | ぐゎ       |
| かい           | かい       | くゎい     |
| がい           | がい       | ぐゎい     |
| かく           | かく       | くゎく     |
| がく           | がく       |            |
| かつ           | かつ       | くゎつ     |
| がつ           |            | ぐゎつ     |
| かん           | かん       | くゎん     |
| かん           | かむ       |            |
| がん           | がん       | ぐゎん     |
| がん           | がむ       |            |

| 現代かなづかい | 字音仮名遣 | 字音仮名遣 |
| -------------- | ---------- | ---------- |
| き             | き         | くゐ       |
| ぎ             | ぎ         | ぐゐ       |
| きく           | きく       |            |
| きつ           | きつ       |            |
| きょく         | きょく     | くゐょく   |
| きん           | きん       | くゐん     |
| きん           | きむ       |            |
| ぎん           | ぎん       | ぎむ       |

| 現代かなづかい | 字音仮名遣 | 字音仮名遣 |
| -------------- | ---------- | ---------- |
| け             | け         | くゑ       |
| げ             | げ         | ぐゑ       |
| けい           | けい       | くゑい     |
| けき           | けき       | くゑき     |
| けち           | けち       | くゑち     |
| けつ           | けつ       | くゑつ     |
| げつ           | げつ       | ぐゑつ     |
| けん           | けん       | くゑん     |
| けん           | けむ       |            |
| げん           | げん       | ぐゑん     |
| げん           | げむ       |            |

| 現代かなづかい | 字音仮名遣 | 字音仮名遣 |
| -------------- | ---------- | ---------- |
| あん           | あん       | あむ       |
| かん           | かん       | かむ       |
| がん           | がん       | がむ       |
| さん           | さん       | さむ       |
| ざん           | ざん       | ざむ       |
| たん           | たん       | たむ       |
| だん           | だん       | だむ       |
| なん           | なん       | なむ       |
| はん           | はん       | はむ       |
| ばん           | ばん       |            |
| まん           | まん       |            |
| らん           | らん       | らむ       |
| わん           | わん       |            |

| 現代かなづかい | 字音仮名遣 | 字音仮名遣 |
| -------------- | ---------- | ---------- |
| いん           | いん       | いむ       |
| きん           | きん       | きむ       |
| ぎん           | ぎん       | ぎむ       |
| しん           | しん       | しむ       |
| じん           | じん       | じむ       |
| ちん           | ちん       | ちむ       |
| ぢん           | ぢん       | ぢむ       |
| にん           | にん       | にむ       |
| ひん           | ひん       | ひむ       |
| びん           | びん       |            |
| みん           | みん       |            |
| りん           | りん       | りむ       |

| 現代かなづかい | 字音仮名遣 | 字音仮名遣 |
| -------------- | ---------- | ---------- |
| うん           | うん       | うむ       |

| 現代かなづかい | 字音仮名遣 | 字音仮名遣 |
| -------------- | ---------- | ---------- |
| えん           | えん       | えむ       |
| けん           | けん       | けむ       |
| げん           | げん       | げむ       |
| せん           | せん       | せむ       |
| ぜん           | ぜん       | ぜむ       |
| てん           | てん       | てむ       |
| でん           | でん       | でむ       |
| ねん           | ねん       | ねむ       |
| へん           | へん       | へむ       |
| べん           | べん       |            |
| めん           | めん       |            |
| れん           | れん       | れむ       |

| 現代かなづかい | 字音仮名遣 | 字音仮名遣 |
| -------------- | ---------- | ---------- |
| おん           | おん       | おむ       |
| こん           | こん       | こむ       |
| ごん           | ごん       | ごむ       |
| そん           | そん       |            |
| ぞん           | ぞん       |            |
| とん           | とん       |            |
| どん           | どん       | どむ       |
| のん           |            |            |
| ほん           | ほん       |            |
| ぼん           | ぼん       | ぼむ       |
| もん           | もん       |            |
| ろん           | ろん       |            |

## 和語と漢語語彙の区別

### オ段+オは必ず和語
「現代かなづかい」で「党利」が「とうり」で「通り」が「とおり」、「多い」が「おおい」で「王位」が「おうい」という違いがある。これは現在の日本語では「同音語の書き分け」と見なされ「王様」を「おおさま」、「そのとおり」を「そのとうり」と書くなど混同する人が多い。
この2語の場合、「党利」と「王位」は漢字の音読みでできた漢語語彙「字音語」で、「通り」と「多い」は日本語固有の和語である。漢語語彙ではオ段長音は「う」で受け、和語の中にはオ段長音を「お」で受けるものが多い。
「歴史的仮名遣」では「党利」は「たうり」、「王位」は「わうゐ」になり、「通り」は「とほり」、「多い」は「おほい」になる。このうち漢語語彙を現代の北京語で発音すると、「党利」はdǎnglì [taŋli]となり、日本語音「たうり」tauriと比較するとangがauになっており、音節末のngがuになっている。また、同様に「王位」はwángwèi、朝鮮語でwangwiとなり、これも「わうゐ」wauwiと比較するとやはりngがuになっており、weiがwiに対応している。
「ゐ」は「為」の草書で、「為」も中国漢語でwéi, wèi、朝鮮語でwiであり、日本語音も「ゐ」wiがこれらと同系であることは一目瞭然である。
一方、和語の「とほる」、「おほい」は「ほ」が[ɸo]であったことから古音は[toɸoru]・[oɸoi]であったと推測できる。

## 漢語語彙同士の区別

### 中古音との対応
いわゆる終戦後の「現代かなづかい」では漢字音で[o:]であるものは「おう」と書く事になっている。一方、いわゆる終戦前の「歴史的仮名遣」では「拗（漢音：あう）」・「欧（おう）」・「央（あう）」・「王（わう）」・「鴨（あふ）」の書き分けがある。
これらは江戸時代からいわゆる終戦直後までの近代日本では、今と同様「オー」と読まれていたようだが、これらの漢字音を取り入れた古代日本人はきちんと発音を区別していたことを反映している。この内「鴨」（あふ）や「甲」（かふ）の「ふ」はいわゆる入声で中古漢語の音節末にあった内破音[p]に由来するが、平安時代におきたハ行転呼により「う」に変化し、例えば「甲」は「かう」「かっ」と発音されるようになった。その後、鎌倉時代頃から母音の長音化がおこり、「あう」は[ɔː]になり、「おう」は[o:]になったが江戸時代になるとこの区別は失われ、ともに「オー」になった。なお中古音の音節末音[ŋ]は「う」または「い」で書き写したため、二重母音の終始音の[u]に由来するものとの区別はできていない。

## 字音仮名遣の「揺れ」
国語辞典で「原・源」を調べると「歴史的仮名遣」でも「げん」になっているが、藤堂明保など現代の漢字学者は「ぐゑん」を採用している。これは本居宣長が江戸時代の発音に基づき合拗音を「くわ」「ぐわ」だけとしたのを、以前の字音史料に基づき復活させたものである。「ぐゑん」を採用すると北京語yuan、朝鮮語weonに残るような唇音化音を反映することができ、「語源（ごぐゑん）」と「語言（ごげん）」を区別できる。また、「ぐゑん」は江原道の「ウォン」である。
いわゆる「終戦」前の『尋常小學校・國史』の教科書では、「權」の振り仮名が今と同じ「けん」になっている。藤堂明保などは「くゑん」と「ごん」を採用している。これも「権（權）」が北京語でquan、朝鮮語でkweonであることから唇音化したkwenだと言える。音符が同じ「観（觀）」は「くわん」で唇音を表している。
また宣長はn韻尾とm韻尾の区別をせず、「む」に統一した。しかしこれではなぜ「三位」を「さんい」ではなく「さんみ」、「陰陽」を「おんよう」でなく「おんみょう」と発音するかが説明できないため、例えば三省堂『漢辞海』ではn韻尾を「ン」、m韻尾を「ム」とする表記を採用している。
合拗音「くゐ」「ぐゐ」「くゑ」「ぐゑ」と撥音「む」の区別は『漢字源』・『漢辞海』・『新字源』などの漢和辞典に採用されている。
「推」・「追」・「唯」・「類」の字音仮名遣は、かつて「スヰ」・「ツヰ」・「ユヰ」・「ルヰ」と定められていたが、満田新造・大矢透などが平安時代の訓点資料の例などを元に「スイ」・「ツイ」・「ユイ」・「ルイ」であることを主張した。この説は多くの国語辞典・古語辞典などで採用されていった。しかし『大漢和辞典』などは従来の方式を採用している。
豪韻の「好」・「草」・「道」・「宝」・「毛」などは従来漢音アウ・呉音オウとされていたが、有坂秀世によって唇音の子音（「宝」・「暴」・「毛」など）の場合は漢音・呉音ともに「ホウ・ボウ・モウ」であることが明らかにされた。この説も多くの国語辞典・漢和辞典などで採用されている。
「終」・「中」・「龍」などは本居宣長以降、従来「シユウ」・「チユウ」・「リユウ」とされていたが、「シウ」・「チウ」・「リウ」が古来の表記であることが明らかにされており、契沖も古例に依っている。これは『漢語林』・『漢辞海』・『新字源』などでは採用されている。
「乏」は『岩波国語辞典』・『漢字源』などでは「ぼふ」とされているが、『新字源』では「ばふ」とされており、揺れがある。
「詠」・「永」・「栄」などは『大辞泉』・『漢語林』などでは漢音「えい」・呉音「やう」とされているが、『新字源』では漢音「ゑい」・呉音「ゐゃう」とされている。
「洫」は音符が「血(くゑつ)」である。『漢字源』などはそれを反映し「くゐよく」としている。
「凰」は音符が「皇(わう)」であり、『大辞泉』・『漢語林』などではこれを採用している。
奥村栄実・大矢透などによって、10世紀半ばまではア行のエとヤ行のエを区別していたことが明らかにされた。これを元に、「依」を「え」、「要」を「𛀁う」の様に書き分けるべきという主張がある。
「熊」も和歌山県田辺の熊野（いや）のように、もとは「いう」であった。『新字源』・『漢語林』などではこれを採用している。
このように、歴史的字音仮名遣いは未完成の現状にある。

## 漢音・呉音で字音仮名遣が異なるが、現代の発音が同じ漢字の一覧
| 漢字 | 現代仮名遣い | 呉音   | 漢音   |
| ---- | ------------ | ------ | ------ |
| 恩   | オン         | ヲン   | オン   |
| 屈   | クツ         | クツ   | ク𛅤ツ |
| 後   | コウ         | コウ   | カウ   |
| 春   | シュン       | シュン | スヰン |
| 寵   | チョウ       | テウ   | チョウ |
| 法   | ホウ         | ホフ   | ハフ   |